# آندریا ریموندی
آندریا ریموندی (انگلیسی: Andrea Raimondi؛ زادهٔ ۲۶ ژوئن ۱۹۹۰) بازیکن فوتبال اهل ایتالیا است.
از باشگاه‌هایی که در آن بازی کرده‌است می‌توان به باشگاه فوتبال تراپانی، باشگاه فوتبال کوزنتسا کالچو، باشگاه فوتبال ونتزیا، باشگاه فوتبال پادوا، باشگاه فوتبال بنونتو، و باشگاه فوتبال یووه استابیا اشاره کرد.
وی همچنین در تیم‌های ملی فوتبال زیر ۱۶ سال ایتالیا، زیر ۱۷ سال ایتالیا، و Italy under-21 Serie B representative team بازی کرده‌است.